# Plan Malasaña
El Plan Malasaña fue un plan urbanístico que no llegó a realizarse en la ciudad de Madrid en el barrio de Universidad/Maravillas en el distrito centro. De hecho, esa zona del barrio heredaría el nombre del plan pasando a conocerse desde entonces como Malasaña o barrio de Malasaña. El nombre del plan deriva de una de las calles centrales sobre las que se realizaba el plan y que resultaba la más afectada, significando prácticamente su desaparición, la calle de Manuela Malasaña (dedicada a una de las heroínas populares del Levantamiento del 2 de mayo de 1808). El plan consistía en la construcción de una nueva arteria para la ciudad de Madrid a través del casco histórico, similar al que se llevó a cabo para la construcción de la Gran Vía. Esta nueva avenida, conocida como la "Gran Vía diagonal", debía unir la Plaza de España, empezando su recorrido en la actual calle de los Reyes, y finalizar en la Glorieta de Bilbao, con el fin de dar continuidad a la calle de Luchana y proporcionar una conexión directa entre estas dos zonas. 
Aparte de este trazado también se propusieron otros. Uno de ellos proponía que la Gran Vía diagonal finalizara en la plaza de Alonso Martínez en lugar de en la Glorieta de Bilbao, plan que posteriormente se consideró más viable dado que coincidía con un número mayor de calles existentes en parte de su recorrido. El otro proponía que esta avenida finalizara en la Plaza de Colón, plan que se descartó de inmediato por su extrema complejidad.

## Antecedentes
A principios del siglo XX, cuando se construyó la Gran Vía de Madrid, se planteó la necesidad de abrir otras vías similares a través del casco histórico de la ciudad con el fin de facilitar la movilidad entre sus extremos. En este sentido, ya existía la idea de que la Cuesta de San Vicente pudiera ser ampliada posteriormente, motivo por el cual el comienzo de la calle de los Reyes se realizó con una mayor anchura. Sin embargo, con la llegada de la Guerra Civil y la posterior crisis económica no se llevó a cabo.[cita requerida]

## Planteamiento
En los años 50 del siglo XX durante la dictadura franquista se vuelve a plantear la necesidad de construir una avenida que comunique ambas zonas de forma directa a través del casco histórico. El proyecto que se bautizó como "Plan Malasaña" contemplaba el derribo de decenas de edificios situados en la línea que uniría la glorieta de Bilbao con la plaza de España, de tal manera que el conocido como el barrio de Malasaña quedaría dividido en dos. Se planteaba esta avenida como una vía de rascacielos donde posteriormente se derribaría el resto del barrio de Malasaña bajo la excusa de eliminar la infravivienda de la zona y sustituirlas por bloques de viviendas similares a los que se construían en esta época. El plan abarcaba, en total, 46 manzanas.
Este plan suponía el derribo también de edificios actualmente protegidos como la iglesia de los santos Justo y Pastor, la iglesia de San Martín, de las Comendadoras de Santiago, de las Mercedarias, el Monasterio de la Visitación, el palacio de Parcent, el palacio de la Infanta Carlota, el palacio del Conde de Altamira,  el del Marqués de Santa Cruz, el Palacio de Barradas, el del Duque de Veragua, el del Marqués de Escalona, el Teatro Lara, la Academia de Ciencias Exactas, algunas casona del siglo XVIII, y varios edificios particulares del siglo XIX.[cita requerida]

## Plan Bidagor
Existía otro plan esta nueva Gran Vía diagonal conocida como "Plan Bidagor", que consistía en que esta avenida uniera las plazas de España y Alonso Martínez. Sin embargo, a pesar de su mayor simplicidad, se consideró que podría empeorar el tráfico en la zona de la calle Génova, por lo que se sugirió que esta avenida finalizara en la plaza de Colón. La complejidad de la obra dada la enorme cantidad de viviendas afectadas, la oposición vecinal y la necesidad de realizar enormes nivelaciones de terreno impidió que el plan saliera adelante.[cita requerida]

## Oposición al proyecto
El proyecto del plan Malasaña fue duramente criticado tanto por los vecinos de la zona como por expertos como el Colegio de Arquitectos o la Cámara de Comercio de Madrid. En el caso de los vecinos, se oponían al derribo de sus viviendas porque para los que tenían un alquiler de renta antigua podría suponer su pérdida y, además, el plan preveía eliminar la mayor parte de los pisos interiores existentes y la creación de patios de manzana, lo que suponía reducir enormemente el número de viviendas en la zona, obligando a todos sus vecinos a abandonar el barrio. Además se denunciaba que el plan en realidad pretendía convertir una zona predominantemente obrera en una zona de clase media y alta forzando a las clases obreras a desplazarse a la periferia. Por otra parte el colegio de arquitectos criticaba la destrucción del patrimonio histórico de la ciudad ya que esta zona sería ocupada por edificios comunes similares a los que se construían en otras zonas de Madrid, y en la misma dirección se pronunciaba la Cámara de Comercio, que denunciaba la desaparición de todo el comercio del barrio.[cita requerida]

## Abandono del proyecto
El 28 de junio de 1977 se publicó una orden ministerial que paralizaba el Plan Malasaña, gracias a la calificación de distintas áreas de Madrid como "conjunto histórico-artístico". En la década de los 80 con la llegada al ayuntamiento de Enrique Tierno Galván se abandonó el proyecto dado su coste y la oposición vecinal, sobre todo por parte de los inquilinos de viviendas de renta antigua que perderían el derecho sobre el alquiler de sus viviendas.